# Oncidium praetextum
Oncidium praetextum  é uma espécie de orquídeas do gênero Oncidium, da subfamília Epidendroideae, pertencente à  família das Orquidáceas. É nativa do sudeste do Brasil.

## Sinônimos
- Oncidium enderianum auct. (1892)
- Brasilidium praetextum (Rchb.f.) Campacci (2006)